# 비디오 게임 보존
비디오 게임 보존(video game preservation)은 디지털 아카이브를 포함하되 이에 국한되지 않는 문화재 보존의 한 형태이다. 이러한 보존 노력에는 개발 소스 코드와 아트 에셋, 비디오 게임의 디지털 복사본, 비디오 게임 콘솔 에뮬레이터의 에뮬레이션, 아케이드 게임 및 비디오 게임 콘솔과 같은 특수 비디오 게임 하드웨어의 유지보수 및 보존, 그리고 디지털 혁명 이전의 인쇄된 비디오 게임 잡지와 책의 디지털화가 포함된다.

## 보존의 중요성
과거 게임을 플레이할 수 있는 능력을 유지하는 것 외에도 비디오 게임 보존은 비디오 게임의 역사에 대한 연구와 개발자가 아이디어를 얻기 위해 오래된 게임을 살펴보는 방법을 가능하게 한다. 또한 개발 중인 것으로 알려진 취소된 비디오 게임의 보존에도 관심이 있는데, 취소 이유와 함께 해당 게임 개발 당시의 기술적, 창의적 측면(또는 그 부족함)에 대한 이해를 제공할 수 있기 때문이다.
20세기 중반 이전에 만들어진 책, 미술 및 사진, 영화와 같은 다른 미디어 형태의 일부 예시와 달리, 최근 지식 재산권법에 의해 금지되지 않는 다양한 형식으로 보존될 수 있지만, 비디오 게임은 일반적으로 게임 소프트웨어를 읽고 실행하기 위해 특수하고/하거나 독점적인 컴퓨터 하드웨어 및 소프트웨어가 필요하다. 그러나 기술이 발전함에 따라 이러한 오래된 게임 시스템은 진부화되어 더 이상 생산되지 않거나 게임 실행에 사용되지 않는다. 플로피 디스크와 CD-ROM에 의존하던 초기 컴퓨터 게임의 미디어 형식은 디스크 부패로 인해 시간이 지남에 따라 품질이 저하되어 정보 복구가 어려워진다. 또한 비디오 게임은 운영 체제, 네트워크 연결, 사용자의 통제 범위를 벗어나는 서버와 같은 다른 자원에 의존하는 경향이 있으며, 이러한 비디오 게임의 경계 측면이 게임과 함께 보존되는 것도 필수적이다.
비디오 게임 역사 재단의 2023년 연구에 따르면, 2010년 이전에 미국에서 출시된 비디오 게임(디지털 배포 시작 시점)의 87%는 관련된 어려움으로 인해 비디오 게임 보존의 부족으로 손실되었거나 손실될 위험에 처해 있다. 비디오 게임 산업에서 많은 관심을 받은 시기 중 하나는 1980년대까지이다. 1980년대 중반 이전의 게임은 영화의 무성 영화 시대에 비유되는데, 비디오 게임의 많은 게임 플레이와 언어가 이때 확립되었다. 그러나 1983년 비디오 게임 위기의 결과로 게임 개발에 참여했던 많은 회사들이 문을 닫거나 다른 회사에 인수되었다. 이 과정에서 위기 이전의 많은 게임의 소스 코드가 손실되거나 파괴되어, 기존 형식으로 판매된 게임 복사본만이 그 존재의 증거로 남았다. 위기를 이겨낸 회사들조차 보존에 대한 장기적인 계획을 항상 고려하지는 않았다. 닌텐도와 세가는 이 시기부터 시간이 지나면서 취소되거나 미출시된 게임까지도 적극적으로 백업하고 보존해 온 몇 안 되는 회사로 평가된다.
기업 합병이나 유사한 사업 활동 중에 코드와 에셋이 손실될 수 있다. 예를 들어, 1997년 블레이드 러너 게임의 에셋은 일렉트로닉 아츠가 웨스트우드 스튜디오를 인수 후 물리적으로 이전하면서 손실되었고, 이로 인해 나이트다이브 스튜디오스가 2020년경 게임 리마스터를 시도하는 데 어려움을 겪었다. 또 다른 예로는 스타크래프트 (1998)의 원본 코드와 아트 에셋 파일이 스타크래프트: 리마스터 개발 중에 손실된 경우가 있다. 그 결과, 스프라이트를 처음부터 다시 만들어야 했다. 오래된 게임 자료의 물리적 아카이브도 회사가 사무실을 비우거나 통합할 때 손실될 수 있다. 스퀘어 에닉스, 캡콤, 타이토, 세가를 포함하여 1980년대와 1990년대에 처음 설립된 여러 일본 개발사들은 이러한 자산의 우발적인 폐기를 방지하기 위해 특별한 장소에 물리적 아카이브를 보관하는 자체적인 노력을 기울였으며, 동시에 이러한 자산을 디지털화하는 작업도 병행하고 있다.
콘솔 플랫폼에서 디지털 배급이 만연하면서 보존 문제도 대두되었다. 제조업체가 오래된 하드웨어에 대한 지원을 중단하면 디지털 형태로만 존재하는 게임이 손실될 수 있기 때문이다. 이 문제는 소니 인터랙티브 엔터테인먼트가 2021년 중반까지 플레이스테이션 3, 플레이스테이션 포터블, 플레이스테이션 비타의 스토어를 폐쇄할 계획을 발표했을 때 불거졌지만, 소니는 이후 결정을 철회하여 플레이스테이션 3와 비타 스토어를 무기한으로 열어두고, 플레이스테이션 포터블 구매는 비타 및 플레이스테이션 3 스토어로 제한했다. 이들 플랫폼에서 약 2,200개의 게임이 디지털로만 제공되었으며, 대부분은 다른 플랫폼에도 버전이 있었지만, 약 120개는 소니 플랫폼 전용이어서 스토어 폐쇄 후에는 완전히 이용할 수 없게 될 것이었다. 결정을 철회하기 전까지 소니는 이러한 타이틀을 다른 방법으로 제공할 즉각적인 계획을 제시하지 않았다. 2022년에 소니는 자체 보존 팀을 구성했으며, 2025년 3월까지 이 팀은 소스 코드와 아트 에셋을 포함하여 1,000개 이상의 빌드(출시 버전 외에 알파 및 베타 빌드 포함)를 플레이스테이션 5에서 다양한 방법으로 이용할 수 있도록 보존했다.
닌텐도도 2023년 3월까지 Wii U와 닌텐도 3DS의 닌텐도 e숍을 폐쇄할 계획을 발표하면서 비슷한 우려에 직면했다. 이는 약 1,000개의 디지털 전용 게임을 이용할 수 없게 만들 것이었다. 일부 디지털로 제공되는 게임은 물리적 소매 제품으로도 제공되지만, 물리적 제품의 내용은 게임의 일부이거나 디지털 스토어프론트의 교환 키일 수 있다. 또한, 디지털 게임은 사업을 중단한 타사 미들웨어 솔루션에 의존할 수 있어, 게임 개발자가 전체 소스 코드를 가지고 있더라도 전체 게임을 복구하는 것이 거의 불가능하게 만든다. 비상업적 게임의 보존도 주목을 받았다. 2020년 어도비 플래시 플러그인 지원 중단에 앞서 인터넷 아카이브와 같은 사이트들은 플래시의 안전한 샌드박스 버전을 개발하고 지난 20년간 만들어진 수천 개의 무료 플래시 게임을 보관했다.

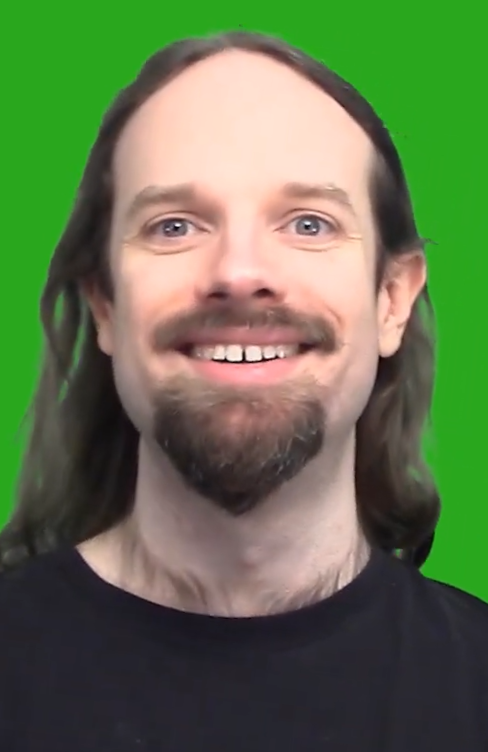
스탑 킬링 게임즈를 시작한 2021년의 로스 스콧.

또 다른 과제는 서비스형 게임인 MMO나 모바일 게임처럼 시간이 지남에 따라 게임의 본질을 바꿀 수 있는 빈번한 업데이트를 받는 게임들이다. 이러한 게임들은 퍼블리셔나 개발자가 지원 서버를 종료할 때도 문제를 겪는다. 킹덤 하츠 X의 경우처럼 게임이 서버 의존성을 분리하도록 업데이트되지 않으면, 이러한 게임들은 플레이할 수 없게 되고 보존주의자들에게는 손실된다. 보존주의자들이 게임의 모든 중간 상태 사본을 얻으려고 시도할 수 있지만, 스트리밍 서비스를 통해 게임을 플레이하는 게이머들의 비디오는 해당 게임의 중간 상태를 보여주는 데 더 가치 있게 되었다. 서버 기반 게임의 보존은 원본 게임 소유자에게 저작권 문제를 야기할 수 있다. 예를 들어, 아틀러스는 2021년 말, 서비스를 종료한 진·여신전생 IMAGINE의 서버와 클라이언트 소프트웨어를 재구축한 플레이어들을 상대로 소송을 제기하며 팬이 운영하는 프로젝트가 "아틀러스에 돌이킬 수 없는 피해를 입혔고 계속해서 입힐 것"이라고 주장했다. 유비소프트가 더 크루의 서버를 종료한 여파로, 프리맨즈 마인드의 창작자인 로스 스콧이 주도하는 '스탑 킬링 게임즈' 이니셔티브가 2024년에 시작되어, 회사들이 라이브 게임 서비스를 중단하거나, 서버가 폐쇄되더라도 게임을 계속 플레이할 수 있도록 보장할 것을 촉구했다. 이는 소비자를 위한 보호가 더 많은 유럽 연합 국가에서 특히 더 많은 주목을 받았다.
2000년대 이후 디지털 저장 솔루션의 용이성으로 인해 게임 회사들에게 보존이 더 큰 우선순위가 되었고, 따라서 그 시점 이후에 출시된 게임들은 일반적으로 문제가 되지 않는다. 비디오 게임 역사 재단의 프랭크 시팔디 이사는 일렉트로닉 아츠가 개발 주기 마지막에 게임을 보존하기 위한 광범위한 수단을 개발했으며, 과거 게임의 데이터와 자산을 수집하여 타이틀 보존에 도움을 주기 위해 전 직원들에게 연락했다고 말했다. 그러나 대규모 퍼블리셔 및 개발자의 전체 게임 보존은 베스트셀러 타이틀을 제외하고는 비용이 많이 들 수 있다.

## 법적 문제
비디오 게임 보존과 관련된 대부분의 문제는 비디오 게임의 가장 큰 시장 중 하나인 미국에 기반을 두고 있으며, 따라서 보존과 관련된 문제는 해당 국가의 법률에 의해 제한된다.
오래되고 버려진 하드웨어와 관련된 문제를 극복하기 위한 상당한 노력이 있었지만, 오래된 게임에 대한 접근은 여전히 중요한 문제로 남아있다. 2023년, 비디오 게임 역사 재단은 오래된 시스템의 게임에 대한 상업적 가용성 부족이 보존 노력을 위협한다고 보고했다. 예를 들어, 미국에서 컴퓨터 기반 게임을 대중화하는 데 핵심적인 시스템 중 하나로 여겨지는 코모도어 64는 2023년에 생애 동안 출시된 1800개 게임 중 단 4.5%만이 상업적으로 이용 가능했다. 게임보이 핸드헬드 콘솔 제품군에서도 비슷한 낮은 비율이 발견되었다. 오래된 타이틀을 얻을 수 있는 합법적인 상업적 경로가 부족하기 때문에 일부 사용자들은 이러한 타이틀을 얻기 위해 저작권 침해에 의존한다. 일반적으로 저작권이 있는 비디오 게임을 무단으로 복사하고 배포하는 것은 저작권 침해(종종 소프트웨어 불법 복제라고 불림)로 간주된다. 그러나 사용자가 원본 소프트웨어를 소유하는 한 소프트웨어(비디오 게임 포함)의 보관용 사본을 만들 수 있다는 것은 일반적으로 용인되어 왔으며, 사용자가 어떤 식으로든 원본 소프트웨어를 판매하거나 분실하면 보관용 사본을 파기해야 한다. 이는 또한 개인이 소유한 게임 카트리지에서 롬 이미지를 만들 수 있는 정당성이 되기도 한다.
1998년, 미국 의회는 1996년 세계 지식 재산권 기구가 발표한 두 가지 원칙과 미국의 저작권을 일치시키기 위해 디지털 밀레니엄 저작권법 (DMCA)을 통과시켰다. DMCA는 다양한 형태의 미디어에 사용되는 소프트웨어 디지털 권리 관리(DRM)를 포함하여 복사 방지 장치를 우회하도록 설계된 기술을 개발, 판매 또는 사용하는 것을 범죄로 규정한다. 이는 결과적으로 DRM 형태가 미디어의 소프트웨어 접근을 제한하는 데 사용되는 경우, 게임 카트리지 또는 광학 디스크를 통해 배포되는 많은 게임의 소프트웨어를 백업하는 것을 불법으로 만들었다.
미국 의회도서관은 3년마다 관심 있는 당사자로부터 특정하고 좁은 면제 신청을 받고, 그 중 어떤 것을 부여할지 결정할 책임이 있다. 미국 의회도서관을 통해 비디오 게임 보존을 허용하는 몇 가지 중요한 DMCA 예외가 부여되었다.
- 2003년 면제 조항에서 도서관은 "오작동 또는 손상으로 인해 접근을 방지하고 구식이 된 동글로 보호되는 컴퓨터 프로그램"과 "원본 미디어 또는 하드웨어를 접근 조건으로 요구하며 구식이 된 형식으로 배포된 컴퓨터 프로그램 및 비디오 게임"에 대한 DMCA 집행을 허용하지 않았다.[24]
- 2015년 면제 조항에서 도서관은 보존주의자들이 게임을 플레이하기 전에 더 이상 온라인 상태가 아닌 외부 서버와의 인증 단계가 필요한 게임의 복사 방지를 우회하는 것을 허용했다. 이는 대부분의 MMO와 같이 서버-클라이언트 모드에 기반한 게임은 특별히 포함되지 않았다. 면제 조항에는 사용 가능한 시스템에서 게임을 플레이하는 데 필요한 에뮬레이터 및 기타 컴퓨터 프로그램의 사용이 포함되었다.[25]
- 2018년 면제 조항에서 도서관은 MMO와 같은 서버 기반 게임의 보존과 공정 이용을 허용하여, 보존주의자들이 박물관과 도서관에서 합법적으로 게임 코드를 얻은 경우 이러한 게임을 제공할 수 있도록 했다.[26]

DMCA 면제 조항이 모든 ROM 이미지를 합법화하는 것은 아니며, 2018년 중반 닌텐도가 오래된 플랫폼 게임의 ROM을 배포하는 두 웹사이트를 상대로 소송을 제기한 후 비디오 게임 보존 지속에 대한 우려가 제기되었다. 저작권청은 또한 이러한 DMCA 면제 요청을 모두 승인하지 않았으며, 2024년에는 비디오 게임 박물관 및 유사 아카이브가 연구원들에게 원격으로 게임을 제공할 수 있도록 저작권을 우회하는 것을 허용하는 면제 요청을 거부했다.
비디오 게임 에뮬레이션은 일반적으로 합법으로 간주되지만, 비디오 게임 하드웨어 제조업체가 합법적인 허용 범위를 벗어나는 에뮬레이션 개발자에게 취한 조치는 이러한 에뮬레이션의 가용성을 제거했으며, 이는 다시 해당 에뮬레이터에서 사용할 수 있는 게임의 보존 문제로 이어진다. 2024년에 닌텐도는 닌텐도 스위치 에뮬레이터인 Yuzu 팀을 상대로 암호 해독 키 및 젤다의 전설 티어스 오브 더 킹덤의 유출 버전의 광범위한 배포를 허용한 문제로 소송을 제기했다. 닌텐도와 Yuzu 팀은 합의했지만, 합의로 인해 팀은 더 이상 에뮬레이션 관련 활동에 참여할 수 없게 되었고, 팀은 이전에 개발했던 닌텐도 3DS 에뮬레이터인 Citra를 제거해야 했다. 당시 유일한 닌텐도 3DS 에뮬레이터였고, 닌텐도가 3DS e숍을 폐쇄한 후였기 때문에, 보존주의자들은 미래에 3DS 타이틀을 연구할 수 있을지에 대해 우려했다.
일반적인 저작권법과 계약도 합법적인 보존 노력을 방해할 수 있다. 이러한 문제는 해결하는 데 몇 년이 걸릴 수 있다. 1997년 닌텐도 64용 게임인 골든아이 007은 멀티플레이어 1인칭 슈팅 게임의 초기 원칙을 확립했으며, 이 게임을 다른 플랫폼으로 이식하거나 리마스터하려는 시도는 2006년부터 시작되었다. 닌텐도, 레어, 메트로 골드윈 메이어, 이온 프로덕션, 단자크 그리고 마이크로소프트 등 모든 재산권 소유자 간의 권리를 확보하여 재발매하는 데 약 2023년까지 걸렸다. 2000년 게임 노 원 리브스 포에버와 그 속편은 지식 재산권이 분산되었을 수 있는 이후의 사업적 움직임으로 인해 저작권 유보 상태에 있는 것으로 간주된다. 이 게임들은 모놀리스 프로덕션스가 개발했으며, 출판 후 워너 브라더스 인터랙티브 엔터테인먼트의 자회사가 되었다. 게임의 퍼블리셔는 폭스 인터랙티브의 자회사인 시에라 엔터테인먼트였지만, 나중에 비방디 게임스에 매각되었고, 비방디 게임스 자체는 결국 액티비전 블리자드에 합병되었다. 2014년경, 오래된 게임을 되살리는 데 관심이 있는 회사인 나이트다이브 스튜디오스는 워너 브라더스, 폭스, 액티비전 사이에서 게임의 지식 재산권 소유권을 추적하기 위해 상당한 시간을 보냈지만, 세 회사 모두 지식 재산권의 상태를 즉시 알지 못했고, 특히 공동 소유 지식 재산권의 경우 필요한 문서를 찾기 위해 종이 기록을 검색하는 데 가치를 두지 않았다.
보존 문제를 더욱 방해하는 것은 대부분의 비디오 게임 개발이 직무 발명 제품으로 이루어지며, 소유권은 개발자 자신에게가 아니라 비디오 게임 개발자를 고용하는 회사에 있다는 사실이다. 많은 개발자들이 자신이 작업한 게임 코드의 일부 또는 전부를 보관하고 있지만, 일반적으로 고용 계약 및 고용주가 해당 저작권을 소유하고 있기 때문에 이를 공개할 수 없다. 예를 들어, 첫 번째 폴아웃의 수석 개발자 팀 케인은 자신이 스튜디오를 떠난 후 회사인 인터플레이 프로덕션스로부터 게임의 코드, 자산 및 개발 자료의 개인 사본을 모두 파기하라는 명령을 받았다고 말했다. 회사가 이를 보존할 것이라고 주장했지만, 나중에 회사가 해당 자료를 분실했다는 것을 알게 되었다. 매킨토시 컴퓨터로 폴아웃을 이식하는 데 도움을 주었던 리베카 하이너맨은 인터플레이의 정책을 알고 있었지만 회사로부터 어떤 불이익도 두려워하지 않고 코드 사본을 보관할 수 있었다고 말했다. 일부 개발자들은 충분한 시간이 지난 후, 저작권을 직접 소유하고 있지 않음에도 불구하고 보존의 가치가 저작권에 미치는 영향을 능가할 것이라는 판단하에 자신들의 코드를 보존 노력에 공개했다.

## 비디오 게임 소프트웨어 보존

### 에뮬레이션
비디오 게임 콘솔 에뮬레이터는 비디오 게임 콘솔, 아케이드 기계 또는 특정 PC 아키텍처의 하드웨어 환경을 복제하는 소프트웨어를 사용한다. 일반적으로 이들은 최신 컴퓨터 시스템에 가상 머신을 생성하여 원본 하드웨어의 주요 처리 장치를 시뮬레이션한다. 그런 다음 에뮬레이터는 아케이드 게임이나 카트리지 기반 시스템의 롬 이미지 또는 게임의 광학 미디어 디스크나 해당 디스크의 ISO 이미지와 같은 소프트웨어를 읽어 게임을 완벽하게 플레이할 수 있다.
에뮬레이션은 최신 콘솔에서 일부 공식적으로 사용되었다. 닌텐도의 버추얼 콘솔은 이전 콘솔 및 기타 타사 게임을 Wii, Wii U, 3DS에서 플레이할 수 있도록 했다. 2세대 포켓몬스터 게임과 같이 이런 방식으로만 플레이할 수 있는 게임도 있다. 닌텐도의 버추얼 콘솔은 2019년 1월 30일 Wii에서, 2023년 3월 27일 3DS와 Wii U에서 종료되었다. 이전에 구매한 타이틀은 계속 플레이할 수 있다. 소니는 원래 플레이스테이션 3를 플레이어가 원본 미디어를 가지고 있다면 플레이스테이션 1과 플레이스테이션 2 게임과의 하위 호환성을 갖추도록 출시했지만, 현재는 플레이스테이션 스토어에서 에뮬레이션된 게임을 판매하고 있으며, 플레이스테이션 나우 클라우드 게임 서비스를 제공하여 플레이스테이션 4 및 호환 가능한 개인 컴퓨터를 포함한 다른 기기에서 플레이스테이션 3 게임을 플레이할 수 있도록 했다. 마이크로소프트는 에뮬레이션을 통한 하위 호환성 프로그램을 만들어 선택된 엑스박스 타이틀을 엑스박스 360에서 플레이할 수 있도록 했으며, 유사하게 다른 프로그램을 통해 특정 엑스박스와 엑스박스 360 타이틀을 엑스박스 원과 엑스박스 시리즈 X/S에서 플레이할 수 있도록 했다(원래 게임을 소유하고 있는 경우). 또한 이러한 타이틀 중 일부는 엑스박스 라이브를 통해 디지털 배급으로 구매할 수 있도록 제공했다. 세가와 아타리와 같은 이전 콘솔 하드웨어 회사들은 여러 시스템을 위한 에뮬레이션 기반 게임 컬렉션을 출시했다.
PC 분야에서는 게임 엔진이나 전체 운영 체제 에뮬레이션이 가능하다. 이 경우 플레이어는 콘텐츠 파일을 사용하기 위해 게임 사본을 소유해야 한다. 도스박스는 완전한 IBM PC 호환기종 운영 체제를 에뮬레이트하여 대부분의 오래된 컴퓨터 게임을 최신 시스템에서 실행할 수 있도록 한다. MAME와 같은 오래된 아케이드 게임용 에뮬레이터도 존재한다.
엑스박스 게임 스튜디오의 필 스펜서 대표는 클라우드 게임이 에뮬레이션과 보존에 도움이 될 수 있다고 제안했다. 클라우드 게임의 서버 백엔드에서는 최종 사용자에게 투명하게 보이는 방식으로 에뮬레이션을 지원하기 위해 더 많은 기술 자원을 제공할 수 있기 때문이다. 스펜서는 "나의 희망(현재로서는 그렇게 제시해야 한다고 생각한다)은 산업으로서 우리가 현대 하드웨어가 (합리적인 범위 내에서) 모든 구형 실행 파일을 실행할 수 있도록 하는 합법적인 에뮬레이션을 개발하여 누군가가 어떤 게임이든 플레이할 수 있도록 하는 것"이라고 말했다. 소니는 구독 기반 플레이스테이션 네트워크 서비스의 특정 등급 회원에게 엄선된 오리지널 플레이스테이션, 플레이스테이션 2, 플레이스테이션 3, 플레이스테이션 포터블 게임의 클라우드 에뮬레이션을 제공했다.
에뮬레이션과 관련된 법적 문제는 비디오 게임을 이러한 방식으로 보존하는 것을 어렵게 만들 수 있다. 첫째, 에뮬레이터 자체를 만드는 것의 합법성은 불분명하다. 소니 컴퓨터 엔터테인먼트 대 커넥틱스 코퍼레이션 (2000)과 같은 여러 미국 판례는 독점 정보나 저작권 코드가 에뮬레이션에 통합되지 않는 한 에뮬레이션 개발이 합법적인 활동임을 보여주었다. 이는 일반적으로 에뮬레이터가 클린룸 설계에서 역공학을 통해 시스템에 대한 공개된 정보만을 사용하여 개발되어야 함을 요구한다. 일단 완료되면 에뮬레이터는 게임의 ROM 이미지 또는 심지어 콘솔의 BIOS 이미지에 접근해야 한다. 사용자가 소유한 콘솔에서 ROM 또는 BIOS 사본을 덤프하여 자신의 용도로 사용하는 것은 공정 이용에 해당하지만, 다른 당사자로부터 ROM 및 BIOS 이미지를 얻거나 배포하는 것은 저작권 침해로 인식된다.

### 마이그레이션
마이그레이션은 한 플랫폼의 소프트웨어를 새로운 플랫폼으로 재출시하는 것을 의미하며, 게임 플레이, 내러티브 및 아트 자산은 모두 동일하게 유지한다. 이는 몇 가지 경로를 통해 이루어질 수 있다.
- 게임 엔진 재구성: 원본 게임 자산을 사용하지만 다른 모든 미래 하드웨어 플랫폼에서 실행되는 새로운 범용 게임 엔진을 개발할 수 있다. 이러한 예로는 많은 인포컴 텍스트 어드벤처 게임을 위한 Z-머신과 거의 모든 루카스아츠 어드벤처 게임을 실행할 수 있는 스컴VM이 있다.
- 소프트웨어 재컴파일 또는 포팅: 게임의 원본 소스 코드를 새로운 플랫폼용으로 재컴파일하며, 새로운 하드웨어에서 작동하도록 필요한 변경 사항을 적용한다. 이를 위해서는 원본 게임의 소스 코드가 이 목적으로 사용 가능해야 한다. 디지털 이클립스에서 출시한 많은 게임은 원본 게임 코드를 저작권 소유자의 승인을 받아 이클립스 엔진으로 디컴파일하여 다양한 시스템으로 포팅할 수 있도록 하는 방식에 기반을 두고 있다.[37][38]

### 어밴던웨어
어밴던웨어는 최신 컴퓨터나 콘솔에서 여전히 실행될 수 있지만, 개발자나 퍼블리셔가 사라지거나, 더 이상 제품을 판매하지 않거나, 소프트웨어 실행에 필요한 서버를 더 이상 운영하지 않는 등 다양한 경우에 해당하는 소프트웨어를 말한다. 예를 들어, 프리랜서 (퍼블리셔가 파산하여) 및 블랙 & 화이트 (개발 스튜디오 폐쇄로 인해) 등이 있다. 앞서 언급된 노 원 리브스 포에버는 알려진 권리 보유자들이 소유권을 확인하고 재출시를 위한 라이선스 계약을 체결하는 데 관심이 없기 때문에 그러한 경우로 간주된다.
법적으로 게임을 구매할 수 있는 소매 경로가 없기 때문에, Home of the Underdogs와 같은 일부 웹사이트에서는 이러한 게임을 무료로 제공하기도 한다. 일반적으로 저작권 보호를 제거하고 최신 시스템에서 플레이할 수 있도록 필요한 패치가 포함되어 있다. 법적으로 이러한 소프트웨어는 여전히 일반 저작권법의 적용을 받으므로 이러한 관행은 불법이다. 저작권은 저작권 기간 (대부분의 비디오 게임의 경우 75년에서 90년)에 따라 시간이 지나면서 소멸되며, 폐쇄된 회사라도 저작권은 종종 폐쇄된 회사의 청산인이 소유하게 되는 자산이다. 일반적으로 저작권 소유자가 법적 조치를 취해야 하며, 폐쇄된 개발사 및 퍼블리셔의 경우 이러한 일이 자주 발생하지 않았지만, 1999년경부터 엔터테인먼트 소프트웨어 협회와 같은 비디오 게임 무역 단체는 모든 회원사를 대표하여 사이트에 대해 직접 조치를 취하기 시작했다.
DMCA에 따라 저작권청은 2015년부터 박물관 및 기타 기록 보관소가 저작권 문제를 우회하여 이러한 소프트웨어를 플레이 가능한 상태로 만들 수 있도록 예외를 두었으며, 새로운 예외는 서버를 필요로 하는 멀티플레이어 게임, 특히 대규모 다중 사용자 온라인 게임에 대해 특별히 이를 허용하려고 한다.

### 모드 및 재창조
어떤 경우에는 비디오 게임 팬들이 원본 코드를 이용할 수 없는 상태에서도 게임을 최대한 보존하는 데 도움을 주었지만, 이러한 팬 프로젝트의 저작권적 성격은 매우 논란의 여지가 있으며, 금전적인 문제가 개입될 경우 더욱 그렇다. 출시 전에 제작 문제가 있었던 스타워즈: 구 공화국의 기사단 II 및 뱀파이어: 더 마스커레이드 - 블러드라인과 같은 게임은 플레이어가 찾을 수 있는 사용되지 않은 자산을 남길 수 있으며, 이 두 게임의 경우 플레이어들은 비공식 패치를 개발하여 콘텐츠를 완성하는데, 어떤 경우에는 원본 콘텐츠 제작자의 기대를 뛰어넘는 경우도 있다. 게임을 현대 플랫폼이나 게임 엔진으로 리메이크하는 것도 팬들의 노력으로 이루어질 수 있다. 블랙 메사는 밸브 코퍼레이션의 첫 번째 하프라이프 게임의 팬 기반 리메이크이지만, 밸브의 승인을 받아 원본 골드Src 게임 엔진의 게임 자산을 최신 소스 엔진으로 향상시켰다.

### 데이터베이스
비디오 게임 데이터베이스는 역사적인 비디오 게임, 특히 산업 초기 시대의 잊혀진 게임들을 추적하기 위해 만들어졌다. 모비게임스와 IGDB와 같은 사이트들이 있다. Home of the Underdogs는 어밴던웨어 제공을 중단한 후에도 초기 컴퓨터 게임 데이터베이스로 남아있다. 비디오 게임 "더팅" 그룹이 생성한 사용자 주도 데이터베이스(종종 "dat" 형식으로 제공됨)는 해시 및 기타 중요한 메타데이터를 저장하여 다른 기여자들의 덤프 결과를 비교함으로써 품질 보증 측면을 제공한다.
Redump.org는 100,000개 이상의 비디오 게임 디스크 덤프에 대한 해시 및 메타데이터 정보를 저장한다. No-Intro.org는 카트리지 및 디지털 게임 덤프 및 기타 콘텐츠에 대한 300,000개 이상의 항목에 대한 메타데이터 및 해시를 저장한다. 이러한 시스템은 다양한 지역의 게임 출시를 추적하고, 소프트웨어 수정 및 일련 번호, 바코드와 같은 기타 데이터를 비교하는 카드 목록 역할을 한다. 기능적이거나 폐기된 추가 데이터베이스에는 TOSEC 및 trurip이 포함된다.

### 기타
오래된 게임의 소스 코드는 퍼블리셔가 권리를 강력하게 통제하기 전에는 프로그래머들이 직접 보관하는 경우가 많았으며, 이들은 이를 공개하거나 사후에 유산으로 남길 수 있다. 한 가지 사례로, 2012년에 사망한 크리스 오버스의 데이즈 오브 썬더의 초기 버전인 분실된 패밀리 컴퓨터 게임은 2020년 비디오 게임 역사 재단이 그의 가족의 허락을 받아 그의 작업 자료에서 플로피 디스크에 담긴 소스 코드를 복구했다.
비디오 게임 소프트웨어 보존은 의심스러운 경로를 통해 이루어지기도 했다. 모든 인포컴 텍스트 어드벤처 게임의 소스 코드는 2008년 제이슨 스콧이 익명의 사용자를 통해 "인포컴 드라이브"에서 입수했는데, 이는 1989년 인포컴이 매사추세츠에서 캘리포니아로 이전하기 며칠 전 인포컴의 주 서버 전체를 나타내는 아카이브 파일이었다. 스콧은 이것이 산업 스파이 행위에 가깝다는 것을 알고 있었지만, 보존을 목적으로 게임의 소스 코드를 공개했다. 국립 비디오 게임 박물관의 존 하디는 폐쇄된 회사의 쓰레기통을 뒤져 자신의 컬렉션 자료를 회수했다.

## 비디오 게임 하드웨어 보존
대부분의 경우 비디오 게임 소프트웨어를 디지털화하는 것만으로 보존이 충분하지만, 소량 생산된 독특한 콘솔들이 많아서 소프트웨어 에뮬레이션이 어려워 비디오 게임 보존에 추가적인 과제를 안겨준다. 하드웨어가 쉽게 구할 수 있을 때는 화이트 해커와 프로그래머들이 시스템을 자유롭게 분해하여 역공학을 위한 내부 분석을 할 수 있지만, 시스템 공급이 제한적일 때는 그러한 전술이 적절하지 않다. 이러한 시스템들도 또한 성능이 저하될 수 있다. 더 흔하게는, 오래된 하드웨어의 고장 나거나 작동하지 않는 버전을 입수하여 그러한 시스템이 존재했음을 입증할 수 있지만, 소프트웨어 보존 도구로는 작동하지 않는다. 예를 들어, 슈퍼 패미컴 CD-ROM 어댑터의 유일하게 알려진 장치(소니가 제작한 프로토타입)는 신중하게 수리되어 CD-ROM을 사용할 수 있도록 하여 소프트웨어의 일부 기능이 검증되고 몇 안 되는 알려진 소프트웨어 타이틀이 테스트될 수 있도록 했다. 이 프로토타입이 발견되기 전에는 소니와 닌텐도의 계약이 변경되어 프로젝트가 중단되기 전에 약 200개가 생산되었던 것으로 추정되었으며, 이는 이 프로토타입의 희귀성에 기여했다.

## 인쇄물 보존
박스 아트와 게임 설명서는 2000년 이전에 출시된 대부분의 게임에 동봉되었고, 그 이후로 감소했지만 비디오 게임에 대한 방대한 수의 잡지가 출판되었다. 소프트웨어 및 하드웨어와 함께 이러한 자료의 디지털 보존에 대한 강한 관심이 있는데, 이는 2010년대에 볼 수 있는 상세한 보도 수준을 받지 못했던 비디오 게임 초기 역사를 기록하는 데 참고 자료로 사용될 수 있기 때문이다. 대부분의 경우 이러한 자료는 도서관과 사용자 소장품에서 디지털 스캔 및 저장을 통해 보존된다. 비디오 게임 역사 재단은 이러한 잡지의 물리적 및 디지털 컬렉션을 소장하고 있으며, 2025년 1월부터 디지털 컬렉션을 대중에게 공개했다. RetroMags도 마찬가지로 대부분의 잡지와 출판사가 현재는 사라졌다는 점을 고려하여 공정 이용 방식으로 레트로 게임 잡지의 디지털 아카이브를 제공하기 위해 노력해 왔다.

## 보존 노력

### 미국 의회도서관
미국 의회도서관 (LoC)은 비전통적인 미디어를 보존하기 위해 2000년에 국가 디지털 정보 인프라 및 보존 프로그램 (NDIIPP)을 시작했다. 2007년경 LoC는 다양한 산업의 파트너들에게 연락하여 콘텐츠를 어떻게 보관하는지 탐색하기 시작했다. LoC는 2004년부터 2010년까지 일리노이 대학교 어배너-섐페인 (UIUC)에 ECHO DEPository("디지털 환경에서 보존을 위한 객체 수집 협력 탐색") 프로그램을 개발하도록 자금을 지원했다.

#### 가상 세계 보존
가상 세계 보존은 미국 의회도서관이 자금을 지원하고 로체스터 공과대학교, 스탠퍼드 대학교, 메릴랜드 대학교, 일리노이 대학교 어배너-섐페인이 린든 랩의 지원을 받아 2008년부터 2010년까지 진행한 프로젝트였다. 이 연구는 스페이스워! (1962년)부터 세컨드 라이프 (2003년, 린든 랩 개발)에 이르는 다양한 게임을 조사하여 이러한 타이틀을 보존하는 데 사용될 수 있는 방법을 결정했다. 이 프로젝트는 디지털 저장에 대한 공통 형식 식별 및 소유권을 추적하기 위한 데이터베이스 아키텍처 개발과 같은 게임 소프트웨어 보존을 위한 기술적 해결책이 있지만, 보존과 관련된 많은 문제가 저작권법과 관련된 법적 문제로 남아있다는 결론을 내렸다.

### 국립 영화 및 음향 기록 보관소
오스트레일리아의 국립 영화 및 음향 기록 보관소는 2019년 9월에 오스트레일리아에서 개발된 비디오 게임을 보존 및 전시하기 위한 아카이브를 구축하기 시작할 것이며, 매년 게임을 추가할 것이라고 발표했다. 이 보존 노력에는 소프트웨어뿐만 아니라 예술, 음악 및 기타 창작 자산도 포함되며, 장기적인 플레이 가능성에 대한 고려도 이루어질 것이다.

### 인터넷 아카이브
인터넷 아카이브는 오래된 시스템의 비디오 게임 에뮬레이션을 추가하기 시작했다. 아카이브는 웹 브라우저 기반의 에뮬레이터인 Emularity를 개발하여 여러 생산 중단된 아케이드, 콘솔, 컴퓨터 에뮬레이션을 실행하고, 아카이브를 통해 수많은 타이틀을 플레이할 수 있도록 했다. 프로젝트 관리자인 제이슨 스콧은 대부분의 회사들이 이러한 방식으로 ROM 이미지를 제공하는 것에 대해 문제를 삼지 않지만, 닌텐도는 컬렉션에 닌텐도 콘솔을 포함하지 않도록 압력을 가했다고 언급했다. 그들은 또한 2020년 12월 31일 어도비 플래시의 서비스 종료에 앞서, 2020년 11월에 러플이라는 새로운 에뮬레이터를 사용하여 어도비 플래시 애니메이션과 게임을 보관하기 시작했다.

### 비디오 게임 역사 재단
프랭크 시팔디는 비디오 게임 산업에서 비디오 게임 보존을 장려하고 한때 잃어버렸다고 생각했던 게임을 복구하는 데 도움을 주기 위해 노력하는 선도적인 역사가 중 한 명이다. 2016년까지 그는 비디오 게임 역사를 추적하기 위해 약 20년 동안 보존을 장려하기 위해 노력했으며, 2016년에 비영리 단체인 비디오 게임 역사 재단을 설립했다. 재단은 게임뿐만 아니라 비디오 게임의 박스 아트, 설명서, 홍보 자료까지 보존하려고 노력하는데, 이 모든 것이 결합되어 미래 역사가들이 과거 게임 문화를 이해하는 데 도움이 될 수 있다고 믿기 때문이다.

### 국립 비디오 게임 박물관
미국 국립 비디오 게임 박물관은 클래식 게이밍 엑스포를 운영했던 존 하디가 수행한 아카이브 작업에서 탄생했다. 이 시기에 하디는 다른 사람들로부터 그리고 자신의 노력을 통해 많은 비디오 게임 자료를 수집했다. 수집된 자료는 E3 및 게임 개발자 회의와 같은 산업 행사에서 관심을 끌어 컬렉션을 홍보하는 데 도움이 되었다. 하디는 이동 전시회를 통해 자료를 전시했으며, 랜디 피치포드의 관심을 얻어 컬렉션의 영구적인 보금자리를 마련했다. 박물관은 2016년에 텍사스 프리스코에 문을 열었다. 일부 회사들은 박물관에 자료를 기증했지만, 하디는 다른 개발사와 퍼블리셔들이 보존 노력에 기여하도록 설득하는 것이 어려웠다고 밝혔다.

### 컴퓨팅 역사 센터
컴퓨팅 역사 센터의 지속적인 노력으로 2008년 이후 13,000개 이상의 비디오 게임을 물리적으로 보존하는 성과를 거두었다. 컬렉션에 있는 모든 항목에 대한 정보는 온라인 카탈로그를 통해 접근할 수 있다. 센터는 또한 데이비드 존스의 매직 나이트 시리즈와 같은 게임의 소스 코드를 디지털로 보관하며, 게릴라 게임스와 같은 게임 회사의 원본 스케치 및 기타 개발 자료를 보존하고 호스팅한다. 이들의 작업은 마케팅 자료에서부터 복사 방지 경험, 패키징, 하드웨어에 이르기까지 게임 경험의 모든 측면을 보존하는 것의 중요성을 강조한다. 센터의 컬렉션은 이러한 점을 고려하여 흔치 않은 하드웨어 및 운영 체제도 호스팅한다. 센터는 또한 현재 비디오 게임 개발사 및 퍼블리셔와 협력하여 이들의 진행 중인 작업을 위한 저장소 역할을 하여 적극적으로 보존되도록 한다.

### 스트롱 연구소
로체스터 (뉴욕주)에 있는 더 스트롱 연구소는 다른 교육적 측면 외에도 국제 전자 게임 역사 센터를 운영한다.

### 비디오 게임 헤리티지 협회
비디오 게임 헤리티지 협회는 영국에서 개발된 비디오 게임을 보존하기 위해 2020년에 영국 국립 비디오 게임 박물관, 대영 도서관, 런던 박물관, 컴퓨팅 역사 센터, 브래드포드의 국립 과학 미디어 박물관, 배스 스파 대학교 및 여러 독립 수집가들이 함께 시작한 노력이다.

### 게임 보존 협회
2011년 도쿄도에 설립된 게임 보존 협회는 일본 비디오 게임의 역사를 보존한다. 이 단체는 PC-88 및 샤프 X1과 같은 플랫폼의 1980년대 일본 컴퓨터 게임 보존에 중점을 둔다. 이 협회의 회장인 프랑스인 조셉 르동은 일본 컴퓨터 게임의 약 80%만을 보존할 수 있을 것으로 추정한다.

### 국립 소프트웨어 참조 라이브러리
엄밀히 말해 보존을 위해 설립된 것은 아니지만, 미국 국립표준기술연구소 (NIST)가 만들고 유지 관리하는 국립 소프트웨어 참조 라이브러리는 주로 디지털 포렌식에 도움을 주기 위해 사용되는 다른 소프트웨어들 외에 여러 인기 게임 소프트웨어를 포함하고 있으며, 이러한 게임 및 기타 프로그램의 전자 사본을 저장한다. 초기 게임 컬렉션은 1995년에 사망한 스티븐 캐브리니티가 수집한 다수의 타이틀과 함께 2016년에 추가되었다. 2018년에는 밸브, 액티비전 블리자드, 일렉트로닉 아츠가 모두 추가 타이틀을 컬렉션에 기증했으며, NIST 자체는 포함할 다른 인기 타이틀을 구매했다.

### 홍콩 게임 협회 (RETRO.HK)
2015년 홍콩에서 딕슨 우와 수십 년의 비디오 게임 지식을 가진 다른 자원봉사자들이 설립한 홍콩 게임 협회는 비디오 게임 역사를 보존, 큐레이션 및 전시하는 데 전념하는 비영리 단체이며, 특히 지역 개발 PC 및 콘솔 게임과 전통 중국어 비디오 게임 문학에 중점을 둔다. 이 협회는 매년 RETRO.HK 게이밍 엑스포와 RetroCup을 주최한다. 이들은 대중에게 비디오 게임과 경쟁 게임을 문화 및 예술 형태로 홍보하는 데 전념하는 무료 연례 레트로 게임 행사이다. 이 협회는 홍콩 이공대학, 홍콩 시립대학, 홍콩 공개대학 및 홍콩 직업 교육원 (IVE) 그룹과 같은 여러 지역 대학 또는 단과대학과 협력하여 이러한 목적을 홍보했다.

### 미술 및 디지털 엔터테인먼트 박물관
2011년 오클랜드 (캘리포니아주)에 설립된 미술 및 디지털 엔터테인먼트 박물관은 F. 랜달 파머, 칩 모닝스타, 후지쯔, 그리고 자원봉사자 그룹과 협력하여 루카스필름 게임스의 하비타트를 재출시하며 온라인 게임의 첫 기관 보존을 수행했다. 이 작업은 UC 버클리와의 협력으로 MMO 게임 보존을 위한 1201 DMCA 면제 신청으로 이어졌다. 하비타트의 소스 코드는 이후 MIT 라이선스 하에 오픈 소스 소프트웨어로 공개되었다. MADE는 소스 코드와 온라인 게임에 중점을 두어 추가적인 디지털 보존 작업을 계속하고 있다.

### 엠브레이서 그룹 아카이브
엠브레이서 그룹은 수년간 많은 비디오 게임 개발사 및 퍼블리셔를 인수했으며, 2022년 5월에는 이들 그룹 및 다른 당사자의 게임을 보존하기 위한 엠브레이서 그룹 아카이브를 발표했다. 2022년 5월 현재 50,000개 이상의 물리적 컬렉션으로 유지되고 있으며, 아카이브는 연구 목적으로 컬렉션의 일부에 온라인으로 접근할 수 있도록 확장할 계획이다.

### 시드 볼턴 컬렉션
공식적으로 개인용 컴퓨터 박물관으로 알려진 14,000개 이상의 컴퓨터 및 콘솔 게임과 5,000개의 게임 잡지 컬렉션은 프로그래머 시드 볼턴이 2005년에 시작하여 자원봉사자 팀이 유지 관리했다. 2018년 볼턴의 사망 후, 이 컬렉션은 토론토 대학교 미시사가로 이전되었고, 시드 볼턴 컬렉션을 통해 대중에게 공개되었다.

### 플래시포인트
2000년대 웹 기반 비디오 게임에 광범위하게 사용되었던 어도비 플래시 표준은 플래시 형식의 오랜 보안 문제로 인해 2020년 말 대부분의 웹 브라우저에서 완전히 제거되어 이러한 게임을 플레이할 수 없게 되었다. 2018년에는 블루맥시마의 플래시포인트라는 프로젝트가 설립되어 상업적으로 제공되거나 서버가 필요한 게임을 제외하고 가능한 한 많은 무료 플래시 게임을 보관할 목적으로 수집하고, 저작자가 삭제를 요청할 수 있도록 허용했다. 2020년 1월 현재 플래시포인트 프로젝트는 아카이브에 38,000개 이상의 플래시 게임을 보존했다.

### 프로젝트 델루지
히든 팰리스(Hidden Palace)라는 비디오 게임 팬 그룹이 운영하는 프로젝트 델루지는 플레이스테이션, 플레이스테이션 2, 세가 새턴, 세가 드림캐스트, CD-i, 그리고 오리지널 엑스박스 콘솔 게임의 다양한 형태의 비디오 게임 프로토타입 컬렉션으로, 사용자가 에뮬레이터를 통해 보거나 플레이할 수 있도록 제공된다. 이러한 프로토타입들은 개발자와 퍼블리셔로부터 수집한 모든 프로토타입이 디지털로 보존되도록 노력한 한 사용자가 유지 관리하는 게임 컬렉션을 기반으로 한 것으로 알려져 있으며, 히든 팰리스는 이를 더 넓은 커뮤니티와 공유할 수 있었다. 이러한 프로토타입은 비디오 게임 역사가들이 게임이 개발 기간 동안 어떻게 변화했는지, 그리고 취소된 게임의 프로토타입을 추적하는 데 도움이 될 수 있다. 히든 팰리스는 또한 소닉 더 헤지혹 게임의 많은 프로토타입을 발굴하는 데 기여했으며, 이전에 분실되었다고 생각했던 소닉 더 헤지혹과 소닉 더 헤지호그 3의 프로토타입을 발견했다.

### GOG 보존 프로그램
GOG.com은 2024년 11월에 자체 보존 프로그램을 시작하여 엄선된 타이틀이 항상 최신 컴퓨팅 하드웨어에서 플레이 가능하도록 보장한다. 이 회사는 내부 개발자들과 협력하여 새로운 하드웨어 및 소프트웨어 기술과의 호환성을 보장할 것이다.

### 재출시
GOG.com 및 나이트다이브 스튜디오스와 같은 회사들은 오래된 게임을 현대 시스템으로 마이그레이션하는 데 기여한 것으로 인정받고 있다. 그들의 노력에는 게임과 관련된 모든 법적 권리를 추적하여 재출판을 위한 허가 또는 권리를 얻는 연구, 게임의 원본 소스 코드를 최대한 찾아 현대 시스템에서 작동하도록 조정하는 작업, 또는 소스 코드가 없는 경우 게임을 역공학하여 현대 하드웨어에서 기본적으로 또는 도스박스와 같은 에뮬레이션을 통해 작동하도록 하는 작업이 포함된다. GOG.com과 나이트다이브는 시스템 쇼크 2와 같은 일부 게임을 IP 유보 상태에서 성공적으로 해방시켰지만, 노 원 리브스 포에버와 같이 IP 권리 보유자 간의 충돌로 인해 합법적으로 재출판 및 보존하기 어려운 타이틀도 식별했다. 디지털 이클립스는 자체 이클립스 엔진을 개발했다. 퍼블리셔의 승인을 받은 오래된 게임은 이클립스 엔진이 해석할 수 있는 핵심 명령어로 디컴파일되며, 이 엔진은 현대 컴퓨터 및 콘솔 지원을 위해 작성되어 오래된 게임을 계속 사용할 수 있도록 한다.

### 게임별 아카이빙 프로젝트
일부 게임은 단 하나의 확정된 안정적인 버전만 있는 것이 아니라 지속적인 업데이트를 받기 때문에, 특정 게임의 이전 버전이 손실될 수 있다. 마인크래프트를 전문적으로 보관하는 Omniarchive와 같이 특정 게임을 보존하는 데 초점을 맞춘 커뮤니티가 존재한다.

## 같이 보기
- 비디오 게임 수집